# Campionati europei di ciclismo su strada 2022 - Gara in linea maschile Under-23
La gara in linea maschile Under-23 dei Campionati europei di ciclismo su strada 2022, ventottesima edizione della prova, si è disputata il 10 luglio 2022 su un percorso di 147,3 km con partenza ed arrivo ad Anadia, in Portogallo. La medaglia d'oro è stata appannaggio del tedesco Felix Engelhardt, il quale ha completato il percorso con il tempo di 3h37'27" alla media di 40,644 km/h; l'argento è andato al ceco Mathias Vacek e il bronzo all'italiano Davide De Pretto.
Al traguardo 104 ciclisti, dei 139 alla partenza, hanno portato a termine la competizione.

## Squadre e corridori partecipanti
| N.      | Cod. | Squadra         |
| ------- | ---- | --------------- |
| 24-29   | BEL  | Belgio          |
| 30-35   | DNK  | Danimarca       |
| 36-41   | FRA  | Francia         |
| 42-47   | CZE  | Repubblica Ceca |
| 48-53   | ESP  | Spagna          |
| 54-59   | NOR  | Norvegia        |
| 60-65   | ITA  | Italia          |
| 66-69   | SVN  | Slovenia        |
| 70-75   | DEU  | Germania        |
| 76-80   | PRT  | Portogallo      |
| 81-86   | AUT  | Austria         |
| 87-92   | NLD  | Paesi Bassi     |
| 93-98   | EST  | Estonia         |
| 99-104  | SWI  | Svizzera        |
| 105-106 | BGR  | Bulgaria        |
| 107     | CRO  | Croazia         |

| N.      | Cod. | Squadra            |
| ------- | ---- | ------------------ |
| 108-109 | FIN  | Finlandia          |
| 110     | HUN  | Ungheria           |
| 111-112 | ISL  | Islanda            |
| 113-118 | IRL  | Irlanda            |
| 119-120 | ISR  | Israele            |
| 121-126 | LAT  | Lettonia           |
| 127-128 | LTU  | Lituania           |
| 129-134 | LUX  | Lussemburgo        |
| 135     | MLT  | Malta              |
| 136-137 | MKD  | Macedonia del Nord |
| 138-143 | POL  | Polonia            |
| 144-147 | ROM  | Romania            |
| 148-152 | SVK  | Slovacchia         |
| 153-157 | SWE  | Svezia             |
| 158-159 | TUR  | Turchia            |
| 160-162 | UKR  | Ucraina            |

## Ordine d'arrivo (Top 10)
| Pos. | Corridore           | Squadra   | Tempo    |
| ---- | ------------------- | --------- | -------- |
| 1    | Felix Engelhardt    | Germania  | 3h37'27" |
| 2    | Mathias Vacek       | Rep. Ceca | s.t.     |
| 3    | Davide De Pretto    | Italia    | s.t.     |
| 4    | Erik Fetter         | Estonia   | s.t.     |
| 5    | Matevž Govekar      | Slovenia  | a 3"     |
| 6    | Nicolò Parisini     | Italia    | s.t.     |
| 7    | Nicolò Buratti      | Italia    | s.t.     |
| 8    | Pavel Bittner       | Rep. Ceca | s.t.     |
| 9    | Maurice Ballerstedt | Germania  | s.t.     |
| 10   | Paul Penhoët        | Francia   | s.t.     |